# أندرو كوك
أندرو كوك (بالإنجليزية: Andrew Cook)‏ هو شخصية أعمال بريطاني، ولد في 1949.